# فیل براون (بازیکن فوتبال، زاده ۱۹۵۹)
فیل براون (انگلیسی: Phil Brown؛ زادهٔ ۳۰ مهٔ ۱۹۵۹) بازیکن فوتبال اهل انگلستان است.
از باشگاه‌هایی که در آن بازی کرده‌است می‌توان به باشگاه فوتبال بلکپول، باشگاه فوتبال هارتل پول یونایتد، و باشگاه فوتبال بولتون واندررز اشاره کرد.